# Pracující do literatury
Akce Pracující do literatury vznikla ve stranických orgánech a byla vyhlášena na prvním sjezdu Svazu československých spisovatelů na jaře 1949.
Přinesla soutěže o nejlepší (nejangažovanější) dílo v mnoha podnicích a tito lidé měli nahradit tzv. „buržoazní spisovatele“. Díky této akci se do literatury dostali např.: Marie Dušková, Otto Ježek, Jiří Havel a Michal Sedloň (např. „báseň“ Krmička vepřů). Tito spisovatelé se samozřejmě pokoušeli prosadit i v následující době, ale jejich úspěchy již nebyly tak pronikavé.
Literatura, která byla takto tvořena ne-spisovateli, ale obyčejnými lidmi se snažila všemožně zalíbit režimu – zcela podle jeho přání. Náměty byly téměř výhradně z dělnického prostředí a prakticky o čemkoli, co autora zrovna napadlo. Vytvářela se tak nekvalitní, bezduchá poezie, opěvující soudružnictví a pracující třídu. V této souvislosti se hovoří také o „literárním primitivismu“.